# ライツェン・エヒベルトゥス・ヤン・ブラウワー

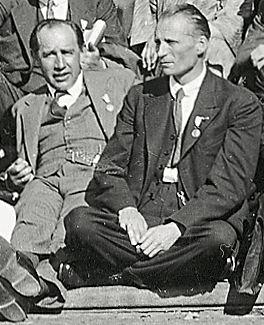
ライツェン・エヒベルトゥス・ヤン・ブラウワー（右側の人物）

ライツェン・エヒベルトゥス・ヤン・ブラウワー（Luitzen Egbertus Jan Brouwer、1881年2月27日 - 1966年12月2日）はオランダの数学者。ブラウエル、ブローウェルなどとも表記される。トポロジーにおいて不動点定理をはじめとする多大な業績を残し、また数学基礎論においては（数学的）直観主義の創始者として知られる。

## 生涯
オフェルスヒー（現在はロッテルダムの一部）のフリジア系家庭に教師の子として生まれ、通常13歳で入学する高等市民学校にわずか9歳（当時のオランダ最年少記録）で入学するなど、早くから神童として知られた。
1897年、アムステルダム大学に入学。ディーデリク・ヨハンネス・コルテウェヒ（KdV方程式で有名）、ヘリト・マンナウリーらに数学を学ぶ。このころより哲学・神秘主義思想に興味を持ち、これが後の直観主義数学に影響を与えることになる。
1907年に提出された博士論文『数学の基礎について（On the foundations of mathematics）』ではヒルベルト第5問題の部分的解決を与えたが、当初この論文には、彼独特の哲学を開陳した部分が多く含まれていた。しかし最終的にはコルテウェヒの指示によって、この哲学的部分は大幅に削られることとなったが、彼の直観主義につながる以下のような主張は残された。

数学は、数学者が行う心的な構成活動であり、したがって、その活動によって構成される数や関数や集合は、心的構成（mental construction）にほかならない。数学は本来そのような心的構成を扱うべきであるのに、論理学者（デーデキントやラッセルのような論理主義的傾向を持つ人々）やヒルベルトのような形式主義者たちは、そうした心的構成を記述するための不完全な道具でしかない言語を、まるでそれ自体が数学の対象であるかのように考え、数学のうちに取り込んでしまっている。つまり、彼らの数学は、本来数学が関わるべき心的構成ではなく、誤ってその言語的対応物をその対象としてしまっている。そればかりか、彼らは、そのような言語的な対応物にしか成り立たない原理－論理学の原理―を、あたかも数学の原理であるかのように使用して、彼らの理論を作り上げている。このようなものは、数学としては認められない。このように彼は主張する。
—金子洋之、p.41、ダメットにたどりつくまで

## ブラウワーによるオリジナルの直観主義
1920年ごろからブラウワーは古典数学的実践に対する批判を始めた。その出発点となるブラウワーの基本的見解は次のようなものである。
1. 数学は本質的に言語とは無関係な活動である。
2. 数学は心的構成活動以外の何物でもない。
3. 数学は時間の直観を前提にしなくてはならない。
4. 数学的構成は論理に先行する。

ブラウワーは、数学をあくまでも心的行為のシステムとしてとらえていたが、言語的な操作可能性とは一致する必然性を見いだせなかった。そのため現代的な観点とは反するが、数学の無言語性を強調することとなった。また、その心的行為である数学の可能性を保証するものとして必要なのは時間だけであり空間は必要ないと考えたブラウワーは、その保証をイマヌエル・カントの時間の直観に求めた。そのため、ブラウワーは自らの立場を直観主義（intuitionism）と標榜することとなった。